# Dactylosporium macropus
Dactylosporium macropus är en svampart som först beskrevs av August Karl Joseph Corda, och fick sitt nu gällande namn av Harz 1872. Dactylosporium macropus ingår i släktet Dactylosporium och familjen vaxskålar.   Inga underarter finns listade i Catalogue of Life.